# Коцоева, Лена Афакоевна
Ле́на Афакоевна (Афана́сьевна) Коцо́ева (осет. Коцойты Ленӕ, 1885 год, село Гизель — 1923 год, Владикавказ) — осетинская писательница и драматург.

## Биография
Родилась в 1885 году в селе Гизель в семье одного из руководителя крестьянского восстания 1901 года Афако (Афанасия) Коцоева. После смерти матери воспитывалась во Владикавказском женском приюте, по окончании которого некоторое время работала учительницей в родном селе. В 1911 году окончила Закавказское акушерское училище в Тифлисе, после чего работала в одном из госпиталей Пятигорска.
В 1908 году издала пьесу «Ног ахуыргӕнӕджы фыццаг бон скъолайы» (Первый день нового учителя в школе).
Скончалась в 1923 году во Владикавказе после продолжительной болезни. Похоронена на Старом осетинском кладбище.